# Вале-де-Фигейра (Сантарен)
Вале-де-Фигейра (порт. Vale de Figueira) — район (фрегезия) в Португалии, входит в округ Сантарен. Является составной частью муниципалитета Сантарен. Входит в экономико-статистический субрегион Лезирия-ду-Тежу, который входит в Рибатежу.
Население составляет 1294 человека на 2001 год. Занимает площадь 21,43 км².
Покровителем района считается Святой Доминик (порт. São Domingos).